# Edmond Spapen
C. Edmond Spapen var en belgisk bryder, som deltog i de olympiske lege 1928 i Amsterdam.
Spapen deltog i bantamvægt, fri stil, ved OL 1928. Han vandt sin førsterundekamp mod canadieren Jim Trifunov, men tabte derpå i semifinalen til den senere vinder, finnen Kaarlo Mäkinen. Spapen vandt derpå i kampen om andenpladsen over briten Harold Sansum og fik sølv, mens Sansum tabte kampen om tredjepladsen til Trifunov, der dermed sikrede sig bronzen.